# Потенціал Юкави
Потенціал Юкави — модельний потенціал для опису сильної взаємодії між адронами.
Енергія взамодії між адронами, виражена через потенціал Юкави, має вигляд 
{\displaystyle V=-g^{2}{\frac {e^{-kr}}{r}}}
де g — стала, яка задає інтенсивність ядерної взаємодії, k — стала з розмірністю оберненою довжини, яка задає радіус взаємодії. Знак мінус вказує на притягання.

## Фізична природа
На початку 20 століття, після відкриття протонів та нейтронів, стало зрозумілим, що ядра атомів складаються із цих частинок, які дістали назву нуклонів, чи адронів. Зважаючи на малий розмір атомів (порядку фемтометрів), постало питання про те, які сили можуть утримати в ядрі однойменно заряджені частки, адже кулонівське відштовхування між ними дуже й дуже значне. Ця взаємодія дістала загальну назву сильної взаємодії. Першу модель сильної взаємодії запропонував Юкава Хідекі.
У 1934 р. Юкава Хідекі припустив, що сильна взаємодія здійснюється через певне поле, схожим чином, як взаємодія між зарядами здійснюється через електромагнітне поле. Проте сильна взаємодія характеризується дуже малим радіусом дії, тож замість кулонівського потенціалу він запропонував використовувати потенціал, величина якого спадає з віддаллю за експоненціальним законом. В такому випадку, на віддалях менших за 1/k, коли експонента міняється несильно, між адронами існує притягання, схоже на кулонівське. На віддалях, які значно більші за 1/k, взаємодія швидко спадає.  
Юкава запропонував назвати поле, через яке здійснюється сильна взаємодія, мезотронним, і, відповідно, квант цього поля іменувати мезотроном. Проте знавці грецької мови виправили ці назви, й тепер поле називається мезонним, а частинки, що є його квантами, мезонами. 
У теорії Юкави мезонне поле описувалося певним потенціалом Φ, який задовольняє рівнянню 
{\displaystyle (\nabla ^{2}-k^{2})\Phi =4\pi g\rho },
де ρ - густина розподілу адронної речовини. Це рівняння схоже на рівняння Пуасона електростатики. Для точкового адрона розв'язок цього рівняння має наведений вгорі вигляд. 
З іншого боку воно нагадує рівняння Клейна-Гордона, яке в релятивістській квантовій механіці описує хвильову функцію безспінової частки (бозона): 
{\displaystyle \left\{{\frac {1}{c^{2}}}{\frac {\partial ^{2}}{\partial t^{2}}}-\nabla ^{2}+\left({\frac {mc}{\hbar }}\right)^{2}\right\}\Phi =0},
де c — швидкість світла, {\displaystyle \hbar } — приведена стала Планка, а m — маса бозона. 
Зіставивши ці рівняння, Юкава отримав, що стала k в запропонованому ним потенціалі повинна визначати масу мезона за допомогою формули 
{\displaystyle k={\frac {mc}{\hbar }}}.
З іншого боку стала k описує радіус взаємодії між нуклонами, а отже, визначає радіус ядра. Знаючи радіус ядра, можна оцінити масу мезона. Оцінки дали для цієї маси величину приблизно в 200 разів більшу, ніж маса електрона.

## Відкриття мезонів
Спочатку вважалося, що гіпотетичним мезоном, який відповідає за сильну взаємодію, є мюон, проте експерименти швидко показали, що мюон не бере участі в сильній взаємодії. Лише через кілька років була відкрита нова елементарна частинка — піон, підтвердивши припущення Юкави про існування таких часток. Проте незабаром стало зрозумілим, що існує три різні типи піонів, а потім як із рогу достатку посипалися нові види мезонів. Існуванням багатьох частинок, які переносять сильну взаємодію, пояснюється її складний характер, який потенціал Юкави описує лише наближено. Проте він непогано працює на віддалях між адронами порядку 2 фм і при енергії взаємодії, меншій за 500 МеВ. 
У 1949 році Юкава Хідекі здобув Нобелівську премію за передбачення існування мезонів.

## Зауваження
Потенціал, аналогічний потенціалу Юкави, в атомній фізиці називають екранованим кулонівським потенціалом.